# Třída John McDonnell
Třída John McDonnell je třída hydrografických výzkumných lodí provozovaných Military Sealift Command, pomocnou složkou amerického námořnictva a Národním úřadem pro oceán a atmosféru (NOAA). Plavidla jsou určena k operacím v mělkých vodách s hloubkou 10 až 600 metrů a v oceánu do hloubky 4000 metrů. Do služby vstoupila dvě plavidla této třídy.

## Stavba
Třídu postavila americká loděnice Halter Marine v Moss Point ve státě Massachusetts.
Jednotky třídy John McDonnell:
| Jméno                          | Spuštěna   | Dokončení          | Status |
| ------------------------------ | ---------- | ------------------ | --- |
| USNS John McDonnell (T-AGS-51) | srpen 1990 | 15. listopadu 1991 | Vyřazena 2010. Má být prodána do Nigérie. |
| NOAAS Thomas Jefferson (S 222) | 1991       | 10. ledna 1992     | Postavena jako USNS Littlehales (T-AGS-52). Po vyřazení roku 2003 převedena NOAA jako náhrada za výzkumnou loď NOAAS Whiting (S 329). NOAA byla zařazena 8. července 2003. Aktivní. |

## Konstrukce

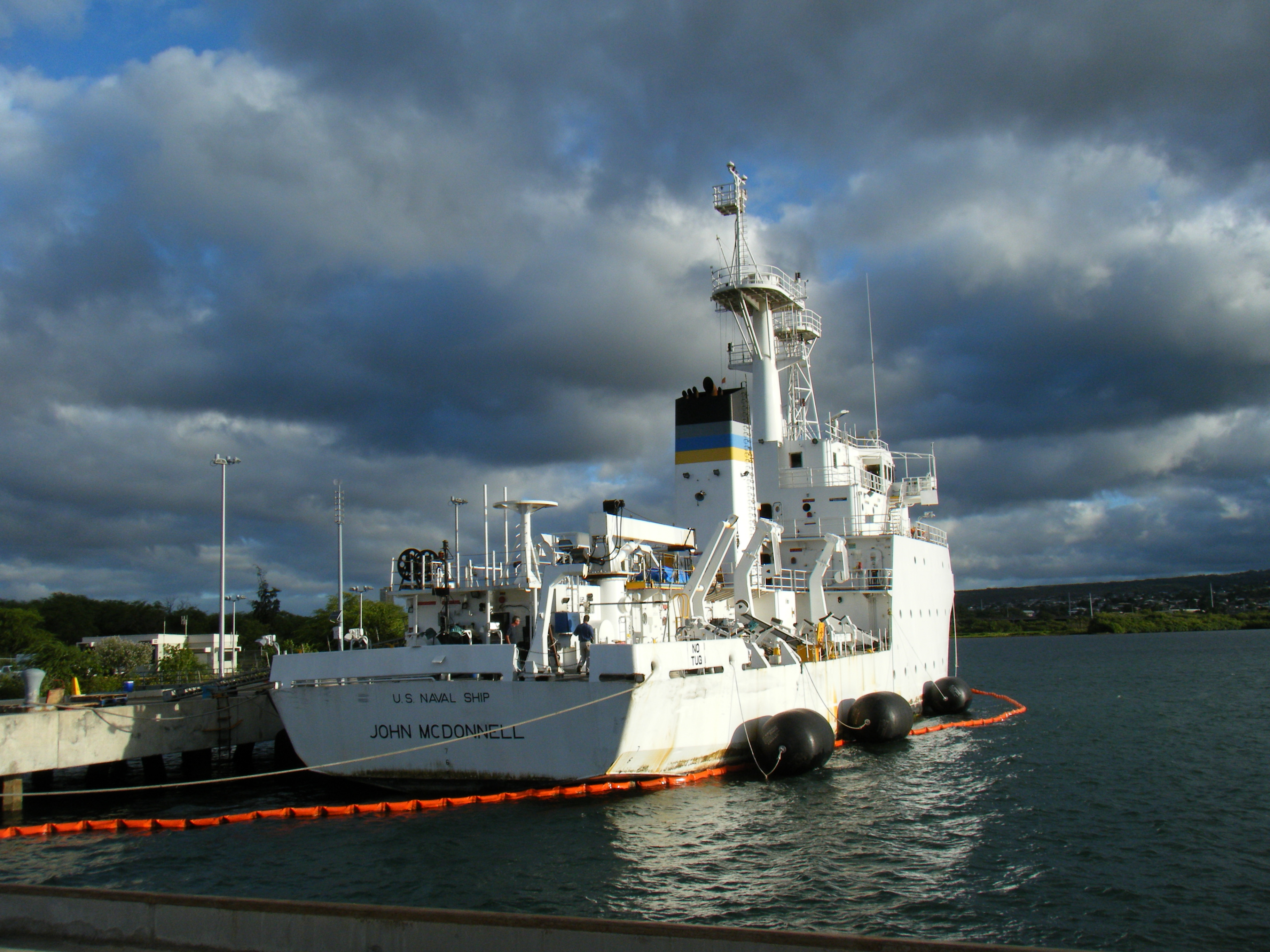
USNS John McDonnell (T-AGS-51)

Posádku plavidel tvoří 22 námořníků a 11 vědců. John McDonnell nese vlečný sonar, trupový vysokofrekvenční sonar SIMRAD a řadu dalšího vědeckého vybavení. Plavidla nenesou žádnou výzbroj. Pohonný systém tvoří jeden diesel General Motors EMD 12-645E6 o výkonu 2 500 hp (v přepočtu 1,9 MW). Pomocný diesel má výkon 230 hp (172 kW). Lodní šroub je jeden. Nejvyšší rychlost dosahuje 12 uzlů. Při vlečení sonaru plavidlo pohání pomocný diesel rychlostí 6 uzlů.

## Operační služba
Výzkumná loď John McDonnell pomocí svého sonaru v roce 1993 nalezla trosky dvou stíhacích letounů F-16 Fighting Falcon, sestřelených na severu Arabského zálivu, v roce 1994 plavidlo nalezlo vrak helikoptéry, která havarovala v Hormuzském průlivu a v roce 1996 nalezla trosky palubního stíhacího letounu F-14 Tomcat, který se zřítil v centrální části Arabského zálivu.